# St. Ulrich (Eisingersdorf)

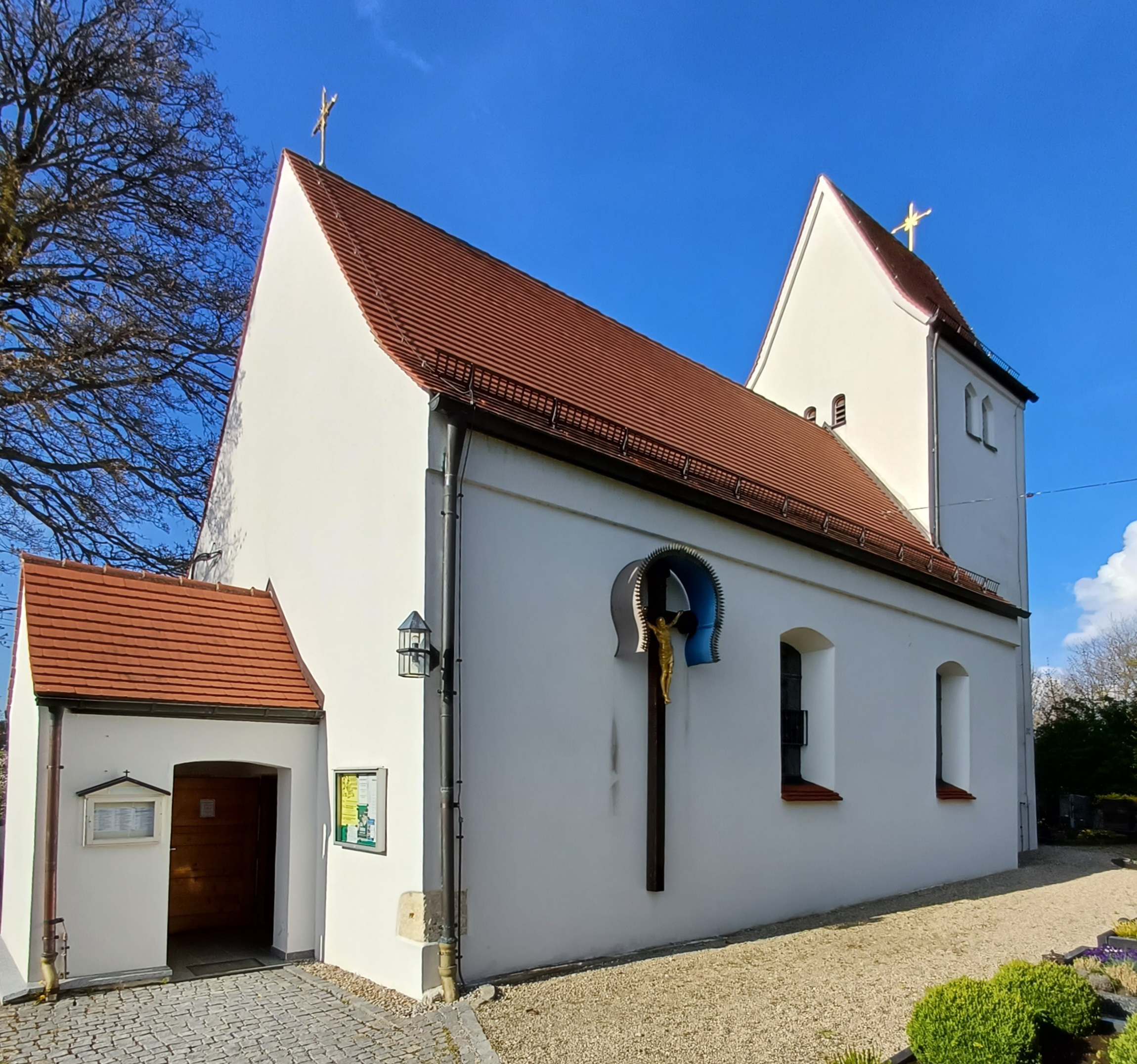
St. Ulrich in Eisingersdorf

Die römisch-katholische Filialkirche St. Ulrich steht in Eisingersdorf, einem Gemeindeteil von Aindling im schwäbischen Landkreis Aichach-Friedberg in Bayern. Das Bauwerk ist in der Liste der Baudenkmäler in Aindling als Baudenkmal unter der Nr. D-7-71-114-8 eingetragen. Die Kirchengemeinde gehört zum Dekanat Aichach-Friedberg des Bistums Augsburg.

## Beschreibung

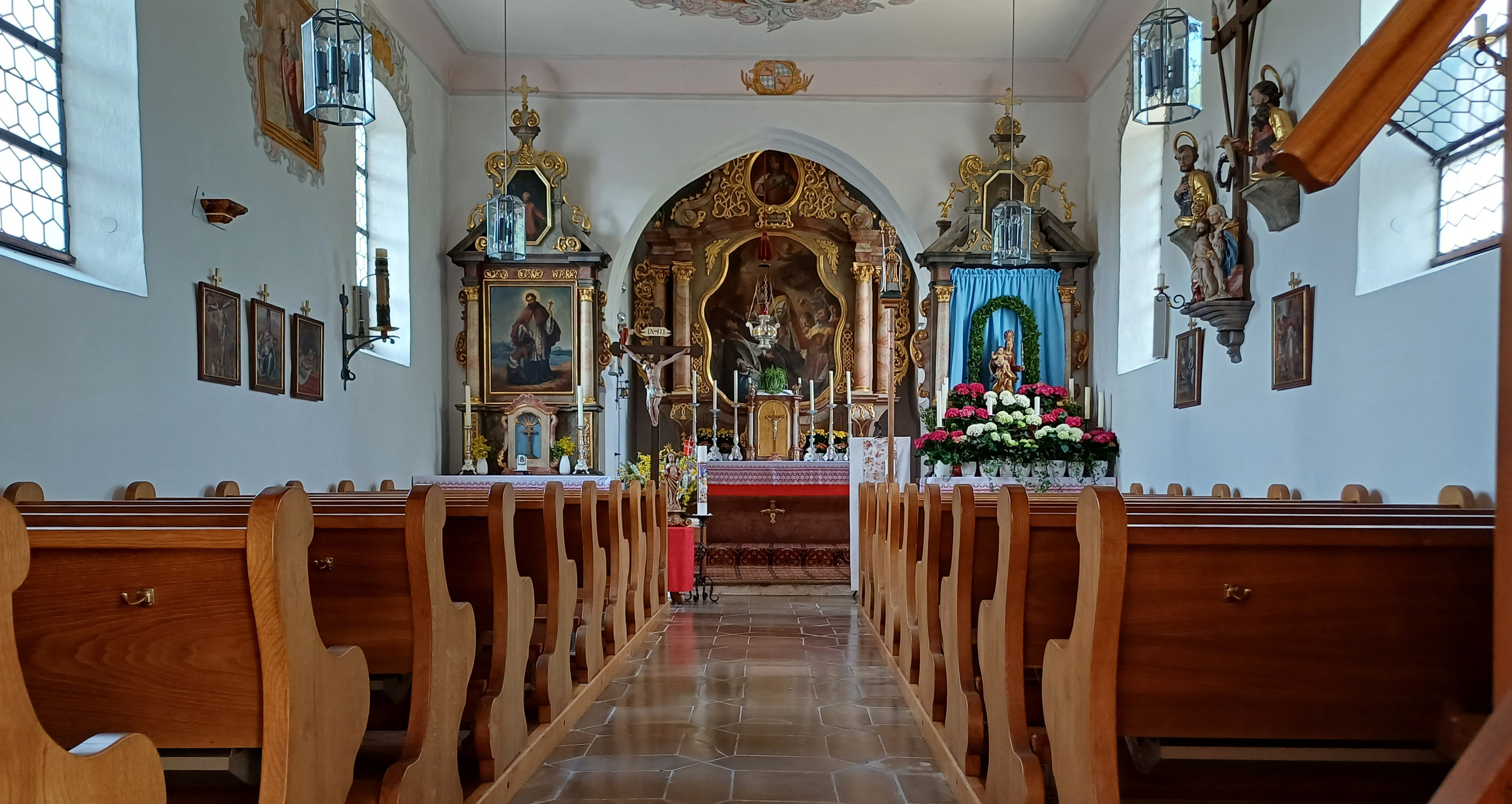
Blick zum Chor

Die im Kern romanische Saalkirche wurde in der ersten Hälfte des 12. Jahrhunderts erbaut und 1754 umgestaltet. Sie besteht aus einem Langhaus, das im 15. Jahrhundert nach Westen verlängert wurde, und einem Chorturm im Osten, der ebenso wie das Langhaus mit einem Satteldach bedeckt ist. 
Der Innenraum des Langhauses ist mit einer Flachdecke überspannt, der des Chors im Erdgeschoss des Chorturms mit einem Kreuzgratgewölbe. Auf dem Fresko im Langhaus ist die Schlacht auf dem Lechfeld dargestellt. Auf der Brüstung der Empore wurde Afra von Augsburg verewigt. Das Altarretabel des Hochaltars ist 1754 entstanden.